# Peucedanum lancifolium
Peucedanum lancifolium är en flockblommig växtart som beskrevs av Johan Martin Christian Lange. Peucedanum lancifolium ingår i släktet siljor, och familjen flockblommiga växter. Inga underarter finns listade i Catalogue of Life.